# エリ (映画)
『エリ』（Heli）は、2013年のメキシコ、ドイツ、オランダ、フランスの映画。監督、脚本はアマト・エスカランテ。出演はアルマンド・エスピティア、アンドレア・ベルガラなど。
2010年にサンダンス・NHK国際映像作家賞を受賞。2013年、第66回カンヌ国際映画祭のコンペティション部門に出品されて、エスカランテが監督賞を受賞した。日本においては、2013年10月17日に第26回東京国際映画祭のワールド・フォーカス部門で上映された。

## キャスト
- エリ - アルマンド・エスピティア
- エステラ - アンドレア・ベルガラ
- サブリナ - リンダ・ゴンサレス
- アルベルト - ファン・エドゥアルド・パラシオス